# Cosimo de Torres
Cosimo de Torres, italijanski rimskokatoliški duhovnik, škof in kardinal, * 1584, Rim, † 1. maj 1642.

## Življenjepis
17. marca 1621 je bil imenovan za naslovnega nadškofa Hadrianopolisa in Haemimonto in za apostolskega nuncija na Poljskem; 21. maja 1621 je prejel škofijsko posvečenje. Z diplomatskega položaja je odstopil 2. decembra 1622.
5. septembra 1622 je bil povzdignjen v kardinala.
22. maja 1623 je bil imenovan za prefekta Zbora Rimske kurije; s tega položaja je odstopil leta 1626.
16. septembra 1624 je bil imenovan za škofa Perugie in 3. aprila 1634 za nadškofa Monreala.